# Kawalerowie Mieczowi
Zakon Kawalerów Mieczowych (łac. Fratres militiae Christi de Livonia, niem. Brüder der Ritterschaft Christi von Livland) znany również jako Kawalerowie Mieczowi, Zakon Liwoński, Rycerze Chrystusowi, Zakon Inflancki – niemiecki zakon rycerski w Inflantach (obecna Łotwa i Estonia), założony w oparciu o regułę templariuszy w Rydze przez cysterskiego opata Teodoryka w 1202. Formalnie byli zależni od biskupa ryskiego Alberta von Buxhövdena. Powstali w celu obrony oraz rozszerzania diecezji ryskiej.
Rycerze od samego początku starali się wyzwolić od zależności biskupiej i stworzyć suwerenne państwo. W roku 1218 spór przybrał takie rozmiary, że biskup Albert zdecydował się wezwać na pomoc Duńczyków, król Waldemar II stanął jednak po stronie zakonu, przy okazji zajmując północną Estonię.
Kawalerowie mieczowi często dopuszczali się łamania prawa. Volquin został wielkim mistrzem po tym, jak jego poprzednika, Winnego von Rohrbacha, zamordował jeden z braci zakonnych. Uciskanie ludności Inflant (co potępiał papież Honoriusz III) doprowadziło do powstania w 1222 roku, po którym rycerze zakonni zajęli ziemie króla duńskiego w Estonii. Skuteczna okazała się dopiero interwencja legata papieskiego Wilhelma z Modeny. Kolejny legat, Baldwin z Alny, próbując odebrać kawalerom duńską twierdzę Rewel, dostał się do niewoli. Po jej opuszczeniu wytoczył zakonowi proces. W atmosferze skandalu, szukając ratunku, mistrz Volquin zwrócił się do Krzyżaków z prośbą o połączenie obu zakonów.
Po ciężkiej klęsce zadanej przez litewskich Bałtów pod Szawlami w 1236 roku, w której poległ między innymi Volquin, Rycerze Chrystusowi połączyli się w 1237 roku z zakonem krzyżackim, przyjmując jego regułę. Ocalali z pogromu szawelskiego Kawalerowie Mieczowi, zasileni kontyngentem rycerzy krzyżackich pod dowództwem Hermanna von Balka stali się rycerzami krzyżackimi. W istocie doszło wówczas do inkorporacji zakonu liwońskiego do państwa krzyżackiego, dało to początek inflanckiej gałęzi zakonu krzyżackiego, którą zaczęto od tej pory określać zakonem inflanckim. Inflancka linia Krzyżaków zachowała pewną autonomię administracyjną względem macierzystej części zakonu. 

## Rycerstwo inflanckie
Z rodów niemieckiego rycerstwa kawalerów mieczowych pochodziła większa część szlachty w polskich Inflantach (Berg, Borch, Brunnow, Bucholc, Bystram, Denhoff, Felkersamb, Fittinghof, Freyman, Grothus, Holstinghausen Holsten, Hylzen, Korff, Landsberg, Ludyngshauz, Manteuffel, Mohl, Plater, Putkamer, Roemer, Roenne, Ropp, Szweryn, Taube, Tyzenhaus, Weiss-Weyssenhof, czy Zyberg).

## Galeria

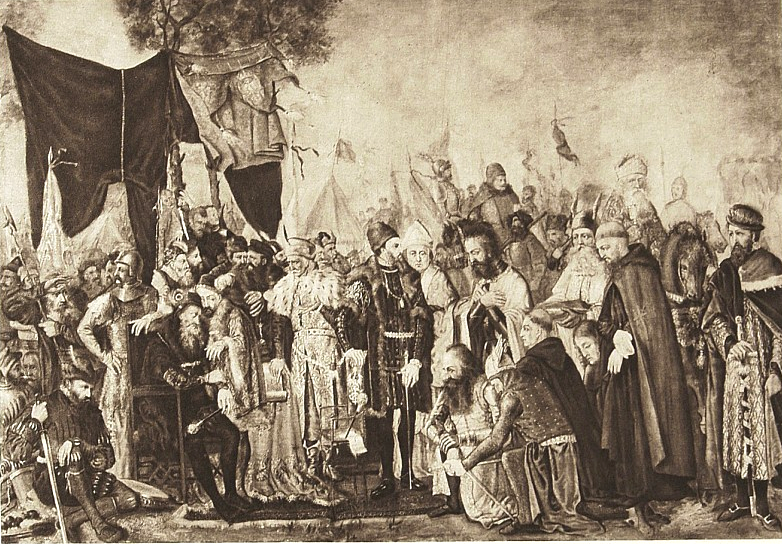
Hołd zakonu inflanckiego przed królem Zygmuntem Augustem w Pozwolu w 1557, według Maurycego Gottlieba
Pieczęć zakonu
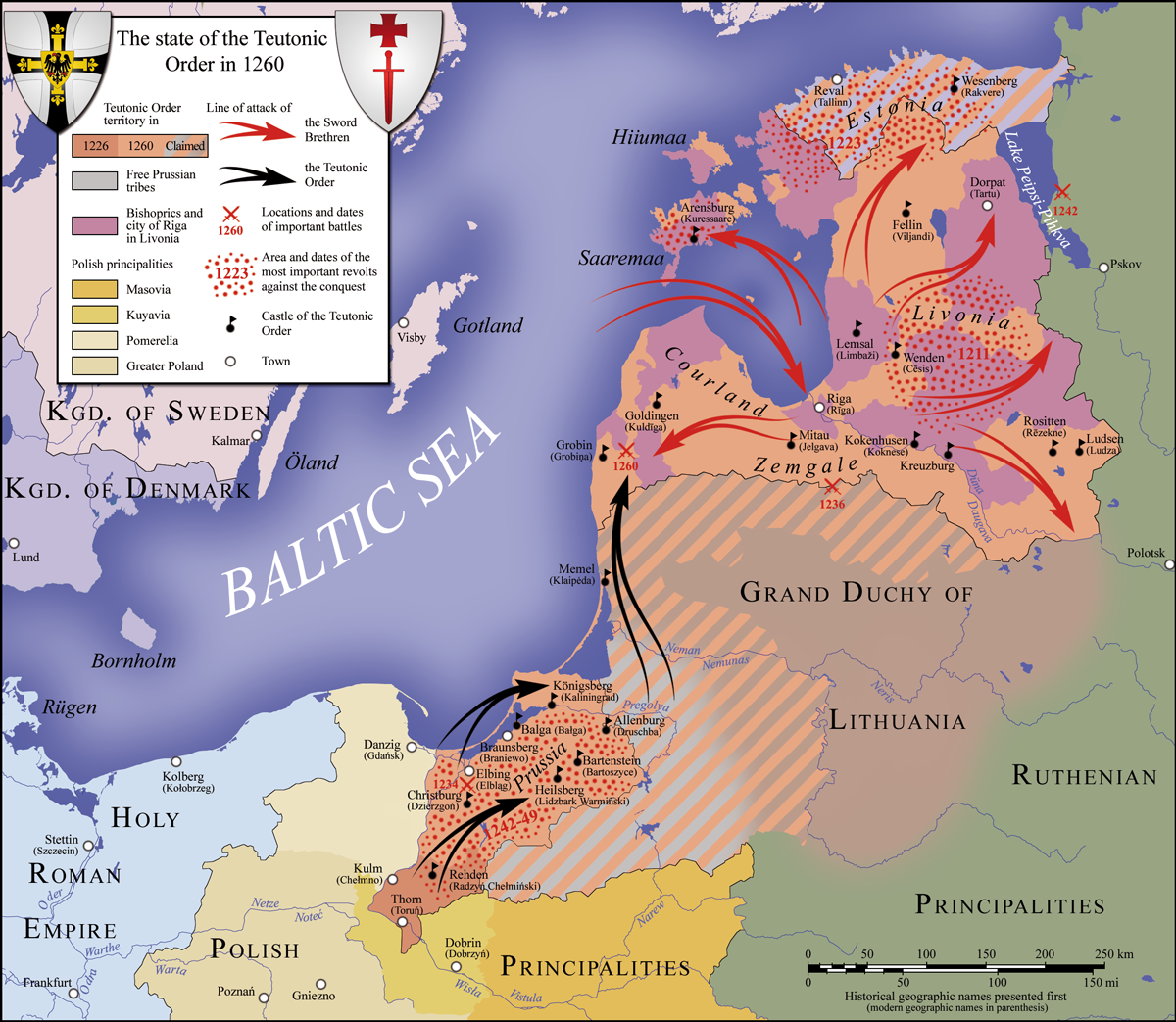
Ekspansja Zakonu Kawalerów Mieczowych oraz państwa krzyżackiego.